# Gilberto Braga
Pour les articles homonymes, voir Braga (homonymie).
Gilberto Braga est un scénariste brésilien né le 1er novembre 1945 à Rio de Janeiro (Brésil) et mort le 26 octobre 2021 dans la même ville.

## Filmographie

### Cinéma
- 1978 : Fim de Festa

### Télévision
- 1972 : A Dama das Camélias (TV)
- 1973 : Praias Desertas (TV)
- 1973 : O Preço de Cada Um (TV)
- 1974 : Mulher (TV)
- 1974 : Feliz na Ilusão (TV)
- 1974 : Corrida do Ouro (série télévisée)
- 1975 : Helena (série télévisée)
- 1975 : Bravo! (série télévisée)
- 1975 : Senhora (série télévisée)
- 1976 : Isaura (Escrava Isaura) (série télévisée)
- 1977 : Dona Xepa (série télévisée)
- 1978 : Dancin' Days (Dancin' Days) (série télévisée)
- 1980 : Água Viva (série télévisée)
- 1981 : Cœur de diamant (Brilhante) (série télévisée)
- 1986 : Anos Dourados (feuilleton TV)
- 1988 : Vale Tudo (série télévisée)
- 1988 : O Primo Basílio (feuilleton TV)
- 1991 : O Dono do Mundo (série télévisée)
- 1992 : Anos Rebeldes (feuilleton TV)
- 1994 : Pátria Minha (série télévisée)
- 1998 : Labirinto (feuilleton TV)
- 1999 : Força de um Desejo (série télévisée)
- 2003 : Celebridade (série télévisée)
- 2007 : Paraíso Tropical (série télévisée)
- 2011 : Passions Mortelles (Insensato Coração) (série télévisée)
- 2012 : Lado a Lado (série télévisée)